# Buildroot
Buildroot是一组Makefile和Patch文件，用来简化和自动化为嵌入式系统建造一个完整和可引导的Linux环境的过程，特别是在使用交叉编译来允许在单一的基于Linux的开发系统上为多个目标平台进行建造的时候。Buildroot可以自动建造所需要的交叉编译工具链，建立根文件系统，编译一个Linux内核映像，并为目标嵌入式系统生成引导装载器，它还可以进行这些独立步骤的任何组合。例如可以独立的使用已经安装好的交叉编译工具链，而只用Buildroot建立根文件系统。

## 介绍
Buildroot主要意图用于小型或嵌入式系统，它们基于各种计算机体系结构和指令集之上，包括x86、ARM、MIPS和PowerPC。不仅支持大量的架构及其变体，Buildroot还随带了针对一些现成的嵌入式开发板的缺省配置，比如Cubieboard（页面存档备份，存于）、Raspberry Pi等。一些第三方项目和产品使用Buildroot作为其建造系统的基础，包括建立了嵌入式操作系统的OpenWrt计划，和Google Fiber宽带服务所用的用户驻地设备的固件。
支持多个C标准库作为工具链的一部分，包括GNU C函数库、uClibc和musl，当然还有属于各种预配置的开发环境的C标准库，比如Linaro所提供的库。Buildroot的建造配置系统内部使用了Kconfig，它提供了一些特征，比如菜单驱动界面，依赖性处理，上下文有关帮助；Kconfig也被Linux内核用于自身的源代码层面配置。Buildroot围绕大量自动下载的软件包而进行组织，这包含了各种用户空间应用、系统实用工具和函数库的源代码。作为最终结果的根文件系统映像，可以使用各种文件系统建造，包括cramfs、JFFS2、romfs、SquashFS和UBIFS。
Buildroot是自由及开放源代码软件，由Peter Korsgaard维护并在GNU通用公共许可证（GPL）版本2及以后版本下发行。这个项目开始于2001年，最初意图用作uClibc的测试台。每三个月提供新的发行。

## 引用
1. ↑  . buildroot.org.   [August 16, 2015]. （原始内容存档于2016-03-04）.
2. ↑  https://git.busybox.net/buildroot/plain/CHANGES; 出版日期: 2025年1月9日; 检索日期: 2025年1月18日.
3. ↑  Alexander Sirotkin. . Linux Journal. August 31, 2011  [December 18, 2014]. （原始内容存档于2018-05-01）.
4. 1 2 3  . buildroot.org.   [December 18, 2014]. （原始内容存档于2014-12-18）.
5. 1 2 3   (PDF). buildroot.org. December 1, 2014  [December 18, 2014]. （原始内容存档 (PDF)于2018-04-30）.
6. ↑  Tom Parkin. . LWN.net. April 27, 2010  [August 16, 2015]. （原始内容存档于2018-04-30）.
7. ↑  . git.buildroot.net. December 1, 2014  [December 18, 2014]. （原始内容存档于2014-12-18）.
8. 1 2 3 4  Peter Korsgaard.  (PDF). elinux.org. October 26, 2013  [December 18, 2014]. （原始内容存档 (PDF)于2016-11-07）.
9. ↑  . openwrt.org. December 6, 2014  [December 18, 2014]. （原始内容存档于2018-04-16）.
10. ↑  . at91.com. July 15, 2013  [August 16, 2015]. （原始内容存档于2018-04-30）.